# Vorstendom Saksen-Eisenach (1672-1741)
Het Vorstendom Saksen-Eisenach (Duits: Fürstentum Sachsen-Eisenach) was een land binnen het Heilige Roomse Rijk dat werd geregeerd door de Ernestijnse linie van het Huis Wettin. Het land ontstond in 1672 toen het Hertogdom Saksen-Weimar in drieën werd verdeeld. In 1741 stierf de lijn uit en kwam het land aan de hertog van Saksen-Weimar, die zijn nieuwe hertogdom Saksen-Weimar-Eisenach noemde.
Omdat de heersers van het Vorstendom Saksen-Eisenach ook de titel hertog van Saksen voerden, wordt het vorstendom ook vaak hertogdom genoemd.

## Geschiedenis
Na de dood van hertog Willem van Saksen-Weimar in 1662 werd hij opgevolgd door zijn vier zoons. Zij resideerden respectievelijk te Weimar, Eisenach, Marksuhl en Jena, maar besturen het vorstendom Weimar gemeenschappelijk.
Na het uitsterven van Saksen-Altenburg in 1672 sloten Saksen-Weimar en Saksen-Gotha op 16 mei 1672 een delingsverdrag. Hierdoor kreeg Saksen-Weimar:
- de ambten Allstedt, Bürgel, Dornburg en (Nieder-)Roßla
- de landshoogheid over de heerlijkheid Remda, het goed Apolda en het ambt Hardisleben
- het recht om het ambt Hardisleben in te lossen
- het ambt Crayenberg van Saksen-Gotha
- de stem op de rijksdag voor het vorstendom Eisenach, die tot dan gemeenschappelijk bezit was van Saksen-Weimar en Saksen- Gotha
- gemeenschappelijk bleven de universiteit, het hofgericht en de schepenstoel te Jena en verder het bestuur van de ambten Mühlberg en Tonndorf

Vervolgens sloten de drie broers (de vierde was inmiddels overleden) op 25 juli 1672 een delingsverdrag, waarbij drie deelhertogdommen ontstonden:
- Saksen-Weimar
- Saksen-Eisenach (uitgestorven in 1741)
- Saksen-Jena (uitgestorven in 1690)

Aan Johan Georg I van Saksen-Eisenach kwamen:
- de ambten Eisenach, Creuzburg, Gerstungen, Hausbreitenbach, Crayenberg, Kaltennordheim, Lichtenberg en Ringleben
- de voogdij Schwansee
- een deel van de voogdij Brembach
- Markvippach
- kamergoed Bachstedt
- 9/16 van het Erfurter geleiderecht
- 1/2 van de Georgenthaler Hof te Erfurt

Er werd een nieuw ambt gevormd uit Ringleben, Schwansee en Markvippach. Het nieuwe ambt kreeg de naam Großruderstedt.
Door het huwelijk in 1661 van de eerste hertog, Johan Georg I met Johanna van Sayn werd het graafschap Sayn-Altenkirchen in personele unie met Saksen-Eisenach verbonden.
Omdat Saksen-Jena op het punt van uitsterven stond, sloten Saksen-Weimar en Saksen-Eisenach in 1683 een verdrag over de eventuele verdeling van Sachsen-Jena. In 1685 werd de primogenituur ingevoerd, zodat er geen nieuwe delingen meer konden optreden. In het testament van de in 1686 overleden Johan Georg I werd echter wel het graafschap van zijn vrouw aan de tweede zoon, Johan Willem, toebedeeld.
Na het uitsterven van Saksen-Jena, werd dat hertogdom op 12 juli 1691 verdeeld.
Aan Saksen-Eisenach kwamen:
- de ambten Jena en Allstedt
- de steden Jena, Lobeda en Allstedt
- de voorwerken Döbritschen en Schwabsdorf
- 5/32 van het Erfurter geleiderecht
- een rente uit het bezit van de Erfurter kartuizers
- 1/2 Georgenthaler Hof in Erfurt
- 1/2 Döbritschnener Forst
- Zillbach
- Saalflößerei
- landshoogheid over de heerlijkheid Remda, die in het bezit was van de universiteit Jena

Toch ontstond er weer een zijlinie, maar dan wel zonder landshoogheid. In 1693 krijgt Johan Willem het ambt Allstedt en in 1696 het ambt Jena. Het hertogdom Saksen-Jena blijft dus met een lagere status voortbestaan.
Van 1692/5 tot 1728 waren vijf dorpen van het ambt Kaltennordheim verpand aan de Ritter von der Tann.
Na de dood van Johan Georg II werd Jena herenigd met Eisenach. In 1707 gaat het ambt Fischberg verloren aan het abdij Fulda. Fischberg was in 1511 door Fulda verpand en werd nu ingelost.
In 1733 werd een vergelijk gesloten met Hessen-Kassel. Het condominat in het ambt Hausbreitenbach van het vorstendom Hersfeld werd opgeheven. Het ambt kwam geheel aan Saksen-Eisenach, dat daarvoor zes dorpen uit de ambten Gerstungen en Hausbreitenbach aan Hessen-Kassel afstond.
In 1739 werd de markgraaf van Brandenburg-Ansbach beleend met Sayn-Altenkirchen. Omdat er geen mannelijke nakomelingen meer waren in Saksen-Eisenach, vererfde het graafschap via een dochter van Johan Georg I.
Op 26 juli 1741 stierf Saksen-Eisenach uit, waarna het verenigd werd met Saksen-Weimar. Deze hertogen noemden zich vervolgens Saksen-Weimar-Eisenach. Sayn-Altenkirchen kwam aan Ansbach.

## Heersers
- 1672 - 1686: Johan George I
- 1686 - 1698: Johan George II
- 1698 - 1729: Johan Willem
- 1729 - 1741: Willem Hendrik